# Ictericodexia aristata
Ictericodexia aristata är en tvåvingeart som beskrevs av Townsend 1934. Ictericodexia aristata ingår i släktet Ictericodexia och familjen parasitflugor. Inga underarter finns listade i Catalogue of Life.